# Baronía de Bellera

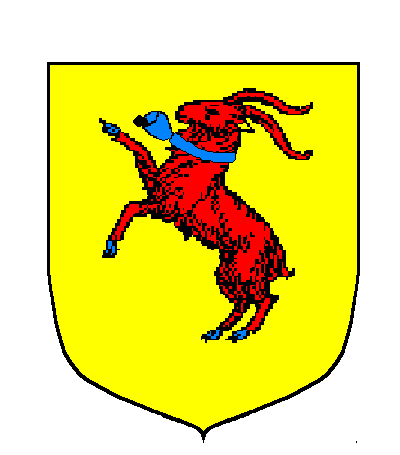
Escudo de los barones de Bellera.

La Baronía de Bellera, junto con las baronías de Abella, Erill y Orcau, era una de las baronías históricas de la actual Pallars Jussá, con extensión hacia una parte del Pallars Sobirá.
El origen de la baronía de Bellera hay que ir a buscarla en un antiguo pagus, del siglo IX, que comprendía la Valle de Bellera y tenía como centro el monasterio de Sant Genís de Bellera.
Mencionada ya como baronía en el siglo XII, se conoció con el nombre de la baronía hasta el siglo XV.
Comprendía los valles de Bellera y Àssua, la villa de Rialp de Noguera y algunas localidades más del Pallars Sobirá. El pueblo de Sarroca de Bellera fue uno de sus principales núcleos.
En el censo del 1365 -1370, la baronía de Bellera tenía 370 fuegos (unos 1850 habitantes). En ese momento, el señor era Juan de Bellera. Sin embargo, el 1381, aunque con Juan de Bellera, se contaban en 183 fuegos (unos 915 habitantes), sólo, su población. La lista de lugares que pertenecían a Juan de Bellera en aquel momento eran: el lugar de Rialp, la Suy, el lugar de la Torre, Saurí, Bernui, el lugar de el Torn, Sort, Vilamitjana, el lugar de Ensui, Arescui, la Roca de Bellera, Vilella, Salmanui, Santa Coloma de Bellera, el lugar Dalerent, el lugar de la Bastida, el lugar de Antist, el castillo Asco, el lugar de Oveix, el lugar de Daydiro y La Estella.
Uno de sus titulares de más renombre fue Guillem de Bellera. En el año 1342 recibió, junto con Arnau de Erill, barón de Erill, el encargo de atacar al rey de Mallorca, Jaume III, por la Cerdaña, y después continuó los combates por los territorios del Rosellón y la Cerdaña, pertenecientes al Reino de Mallorca, hasta el final, cuando este reino fue reincorporado a la corona de Aragón. Durante la guerra, en 1344, fue nombrado gobernador del Rosellón y de la Cerdaña y encargado de la indagación de las acusaciones de hacer moneda falsa que recaían sobre Jaime III de Mallorca, una vez conquistado Perpiñán y, por tanto, su fábrica de moneda: la seca.
Continuó los años siguientes desarrollando cargos en la Cataluña norte, una vez volvían a estar bajo el dominio directo de los condes de Barcelona y reyes de Aragón: castellano de Perpiñán y encargado de la persecución contra los partidarios de Jaime III de Mallorca En 1348 fue destinado a Burriana como gobernador, y el 1352 participaba junto a los otros señores pallareses en las luchas contra los partidarios de la Unión y del infante Fernando.
A principios del siglo XV, por matrimonio pasó a los barones de Cervelló y de Sant Vicenç dels Horts, de apellido Ballester, que incorporaron el de Bellera a su apellido. Lo mismo ocurrió con los Luna, que sucedieron a los Ballester.
En 1425 los Bellera vendieron el valle de Àssua y la Baronia de Rialp al conde de Foix, quien, sin embargo, no tomó posesión hasta el 1460.
En los siglos siguientes la baronía fue cambiando de familia: a mediados del siglo XVI pertenecía a Ansa, señores de la Cirera, a principios del XVII, a los Ivorra, castellanos de Corbins; un siglo más tarde, a Copons , marqueses de la Manresana, poco después los Pinós-Santcliment, marqueses de Santa María de Barbará, y todavía un poco más tarde, los Sarriera, condes de Solterra .
Actualmente no existe la "Baronía de Bellera" como título nobiliario, por lo que nadie es "Barón de Bellera".